# Stawiski (folwark)
Stawiski – dawny folwark w Polsce położony w województwie podlaskim, w powiecie kolneńskim, w gminie Stawiski. Obecnie część miasta Stawiski.

## Historia
Stawiski w 1585 roku były własnością Andrzej Węgierskiego. W drugiej połowie XVII wieku, były własnością Fortunata Zamoyskiego, herbu Grzymała, Łowczego Ziemi Łomżyńskiej i Starosty Wysokodworskiego. W XVIII w. należały do Kramkowskich a następnie do Kisielnickich. W skład dóbr wchodziły w 1886 folwark Stawiski, miasto Stawiski, wieś Chmielewo i wieś Budy Stawiskie.
W skład folwarku wchodziła cześć rezydencjonalna z murowanym dworem i parkiem oraz część gospodarcza. Ostatnie założenie dworskie zostało w drugiej połowie XIX wieku w stylu neogotyku angielskiego.
W latach 1921–1939 dobra i folwark leżał w województwie białostockim, w powiecie kolneńskim (od 1932 w powiecie łomżyńskim), w gminie Stawiski.
Według Powszechnego Spisu Ludności z 1921 roku folwark zamieszkiwało 241 osób w 14 budynkach mieszkalnych. Miejscowość należała do miejscowej parafii rzymskokatolickiej. Podlegała pod Sąd Grodzki w Stawiskach i Okręgowy w Łomży; właściwy urząd pocztowy mieścił się w m. Stawiski.
Od czerwca 1941 roku pod okupacją niemiecką. Od 22 lipca 1941 do wyzwolenia w styczniu 1945 włączona w skład Landkreis Lomscha, Bezirk Bialystok III Rzeszy.
W wyniku dwóch wojen światowych folwark został poważnie zniszczony. W trakcie działań wojennych w 1939 spłonął dwór. W wyniku napaści ZSRR na Polskę we wrześniu 1939 folwark znalazł się pod okupacją sowiecką. Wycofujące się oddziały radzieckie dokonały następnych zniszczeń. Z założenia dworskiego do czasów obecnych zachowała się jedynie brama wjazdowa z herbami Topór i Radwan. 
Po wyzwoleniu majątek został rozparcelowany przez polskie władze komunistyczne. Na terenie folwarku powstało Państwowe Gospodarstwo Rolne.

## Zabytki
- Brama Kisielnickich zabytek wpisany do rejestru zabytków województwa podlaskiego pod numerem 75 z 29.04.1980.